# سیارک ۱۹۲۶۳
سیارک ۱۹۲۶۳ (به انگلیسی: 19263 Lavater، نامگذاری:1995OH10) نوزده هزار و دویست و شصت و سومین سیارک کشف شده‌است که در ۲۱ ژوئیه ۱۹۹۵ کشف شد.
قدر مطلق سیارک برابر ۱۴٫۶۰ است.